# Амара Дунка
Амара Дункас (араб. عمارة دنقس‎, Амара Дунка ибн Адлан) — один из вождей народа фунги, первый правитель Королевства Сеннар, которым он правил с 1504 по 1533/4 годы. По словам Джеймса Брюса, он основал город Сеннар, после того, как Вад Аджиб был побежден Фунджем в битве под Арбаджи, перенес место правительства Вад Аджиба в Арбаджи.
«Дункас» — это эпитет, означающий «наклоненный, с наклоненной головой», относящийся к тому, как к нему должны были обращаться его подданные. После османского завоевания Египта в 1517 году Амара Дункас умело использовал дипломатию, чтобы удержать османские армии от дальнейшего продвижения по Нилу и завоевания его королевства, таким образом обеспечивая будущее королевства. В 1523 году еврейский путешественник Давид Рувени прошел через территорию царя Амара, которого обычно отождествляют с Амарой Дункас. Два года спустя османский адмирал Селман Рейс кратко упомянул Амару как правителя королевства, которое, хотя и описывалось как требующее трехмесячного путешествия для его пересечения, было слабым и, следовательно, легко побеждаемым.